# Liste des Premiers ministres du Cap-Vert
Le Premier ministre du Cap-Vert (en portugais : Primeiro-ministro de Cabo Verde) est le chef de gouvernement de la république du Cap-Vert depuis l'indépendance du pays en 1975. Selon la Constitution du Cap-Vert, il est nommé après chaque élections législatives par le président de la République après consultation des forces politiques présentes à l'Assemblée nationale.

## Liste
| N° | Portrait                     | Titulaire (Naissance-mort)                | Élection       | Mandat           | Mandat           | Mandat                     | Parti politique          | Parti politique       |
| N° | Portrait                     | Titulaire (Naissance-mort)                | Élection       | Début            | Fin              | Durée                      | Parti politique          | Parti politique       |
| -- | ---------------------------- | ----------------------------------------- | -------------- | ---------------- | ---------------- | -------------------------- | ------------------------ | --------------------- |
| 1  | Pedro Pires                  | Pedro Pires (né en 1934)                  | 1975 1980 1985 | 8 juillet 1975   | 4 avril 1991     | 15 ans, 8 mois et 27 jours |                          | PAIGC (jusqu'en 1981) |
| 1  | Pedro Pires                  | Pedro Pires (né en 1934)                  | 1975 1980 1985 | 8 juillet 1975   | 4 avril 1991     | 15 ans, 8 mois et 27 jours | PAICV (à partir de 1981) |                       |
| 2  | Carlos Veiga                 | Carlos Veiga (né en 1949)                 | 1991 1995      | 4 avril 1991     | 29 juillet 2000  | 9 ans, 3 mois et 25 jours  |                          | MpD                   |
| 3  | António Gualberto do Rosário | António Gualberto do Rosário (né en 1950) | —              | 29 juillet 2000  | 1er février 2001 | 6 mois et 3 jours          |                          | MpD                   |
| 4  | José Maria Neves             | José Maria Neves (né en 1960)             | 2001 2006 2011 | 1er février 2001 | 22 avril 2016    | 15 ans, 2 mois et 21 jours |                          | PAICV                 |
| 5  | Ulisses Correia e Silva      | Ulisses Correia e Silva (né en 1962)      | 2016 2021      | 22 avril 2016    | en cours         | 8 ans, 10 mois et 8 jours  |                          | MpD                   |